# Histoire de la Champagne
 (juin 2009).
Si vous disposez d'ouvrages ou d'articles de référence ou si vous connaissez des sites web de qualité traitant du thème abordé ici, merci de compléter l'article en donnant les références utiles à sa vérifiabilité et en les liant à la section « Notes et références ».
 (août 2009).
Améliorez-le ou discutez des points à vérifier. 

Blason de la Champagne

L'histoire de la Champagne est principalement marquée par la résistance quels que soient les époques ou les envahisseurs en cette terre de passage.

## Protohistoire et Antiquité
La région est peuplée relativement tôt, de nombreux sites néolithiques en sont l’une des preuves, de plus, il semble que la région était déjà un espace d’échanges entre les différentes peuplades, sédentaires ou nomades. Cela dura jusqu’au dernier siècle av. J.-C. À ce moment, les habitants du nord de la Champagne-Ardenne sont les Rèmes, ceux du centre les Catalaunes et ceux du sud les Tricasses et les Lingons. Jules César qui est ancien consul de Rome, entame une guerre de conquête et envahit les Gaules de 58 à 51 av. J.-C. Il trouve dans les habitants de Durocortorum (Reims) et d'Andemantunnum (Langres), des alliés. Ces villes de la Belgique-seconde sont considérées par Rome comme cités « alliées ». Elle ne paient pas de tribut et n'ont pas de lien de vassalité avec la ville la plus puissante du monde connu. De plus, Rèmes et Lingons jouent un rôle de défense de l’est contre les Germains. À partir du premier siècle de l'ère chrétienne, les populations sédentarisées sont petit à petit converties au christianisme. Les Gallo-Romains jouent encore un rôle important lors des troubles internes à l'empire avec Auspex contre Civilis en 69 ou encore lors de la première bataille des champs catalauniques (274). En même temps, les barbares venus du nord de l’Europe, Alamans, Goths, Alains, Vandales déferlent dans la région, même les Huns d’Attila qui viennent de se faire battre aux champs Catalauniques en 451 (actuellement entre Troyes et Châlons-en-Champagne).

## Époques mérovingienne et carolingienne
- Articles détaillés: Champagne, comté de Champagne.

À la fin du Ve siècle, ce sont les Francs qui arrivent et qui conquièrent la région avec l'accord d'un évêque de la région, l'évêque Remi. En 498, le roi des Francs, Clovis Ier soutenu par la reine Clotilde (465-545) qui est déjà convertie reçoit de cet évêque le baptême chrétien à Reims. Remi devient alors saint Remi et le baptême de Clovis est considéré comme l’un des actes fondateurs du royaume de France. À la mort de ce dernier, son royaume est partagé entre ses fils. La Champagne fait alors partie du royaume d'Austrasie. D'abord désigné comme Royaume de Reims, puis comme Royaume de Metz, du nom de ses capitales successives, le royaume des Francs de l'est est désigné pour la première fois Austrasie par l'historien Grégoire de Tours, sous le règne de Childebert II. Ce royaume, qui peut être considéré comme le berceau de la dynastie carolingienne, couvrait le nord-est de la France actuelle, les bassins de la Meuse et de la Moselle, jusqu’aux bassins moyen et inférieur du Rhin. Malgré sa position marginale, Reims, qui est devenue un archevêché, voit son influence grandir. Les rois, reines, et ducs se battent durant toute cette période, notamment contre la Neustrie et l'Alémanie pour des raisons territoriales. L'Austrasie entre en sommeil en 751, avec le dernier roi mérovingien, pour être intégrée dans l'empire carolingien, réuni par Pépin le Bref et Charlemagne. Charlemagne, qui connait Reims, lui préfère Rome pour se faire couronner. Le jour de Noël de l'an 800, il est ainsi couronné empereur d'Occident par le pape Léon III. Son fils, Louis Ier, en étant le premier roi de France à se faire sacrer à Reims en 816, va faire de la ville la « cité des Sacres ».

## Époque médiévale classique
Le bas Moyen Âge devient l'âge d'or des cathédrales. C'est le moment où les maîtres bâtisseurs vont améliorer leurs techniques. Jusqu'alors, ces derniers s'inspiraient de l'art roman au style à la fois dépouillé et imposant, et aux lignes sobres. Pour construire de nouveaux lieux de culte, ils vont le remplacer par l’art gothique qui est plus ouvert et plus resplendissant. Le Moyen Âge est là avec ses guerres, ses famines et ses épidémies, ce qui fait que les gens se tournent vers la religion et bâtissent les cathédrales. À Reims, elles se bâtissent sur les ruines de deux précédentes églises détruites, Notre-Dame de Reims, à Troyes, Saint-Pierre-et-Saint-Paul, à Châlons-en-Champagne, Saint-Étienne, à Langres, Saint-Mammès.
La Champagne est, au XIIIe siècle le lieu de répression d'hérésies, des personnes furent brûlées à Troyes, Chalons, Provins mais surtout près de 200 personnes au Mont Aimé. Le royaume connaît alors la guerre de Cent Ans. Elle oppose Anglais et Français. Jeanne d'Arc vient faire sacrer Charles VII dans la cathédrale de Reims comme roi de France en 1429.

## De la Renaissance à la Révolution
Une importante activité économique se développe parallèlement à Reims et à Troyes qui est par ailleurs le berceau des grandes foires de Champagne. Les deux villes prennent une influence très importante au point que leurs réputations dépassent les frontières du royaume.

Mais les guerres de religion et la guerre contre l’Espagne qui se déroule en partie en Champagne ont stoppé les cités dans leurs élan. Puis la Fronde ramène la région dans une certaine morosité.

Puis, le XVIIIe siècle qui est aussi le Siècle des Lumières apporte enfin la paix et permet à l’économie régionale de redémarrer. Une industrie textile à Sedan, Troyes et Reims, le travail de la forge et des métaux dans les Ardennes et le Nogentais redonnent à la région son poids économique d'autrefois.

Puis la Révolution de 1789 redétruit en partie ces industries car la Champagne était au départ en accord avec les premières idées révolutionnaires.

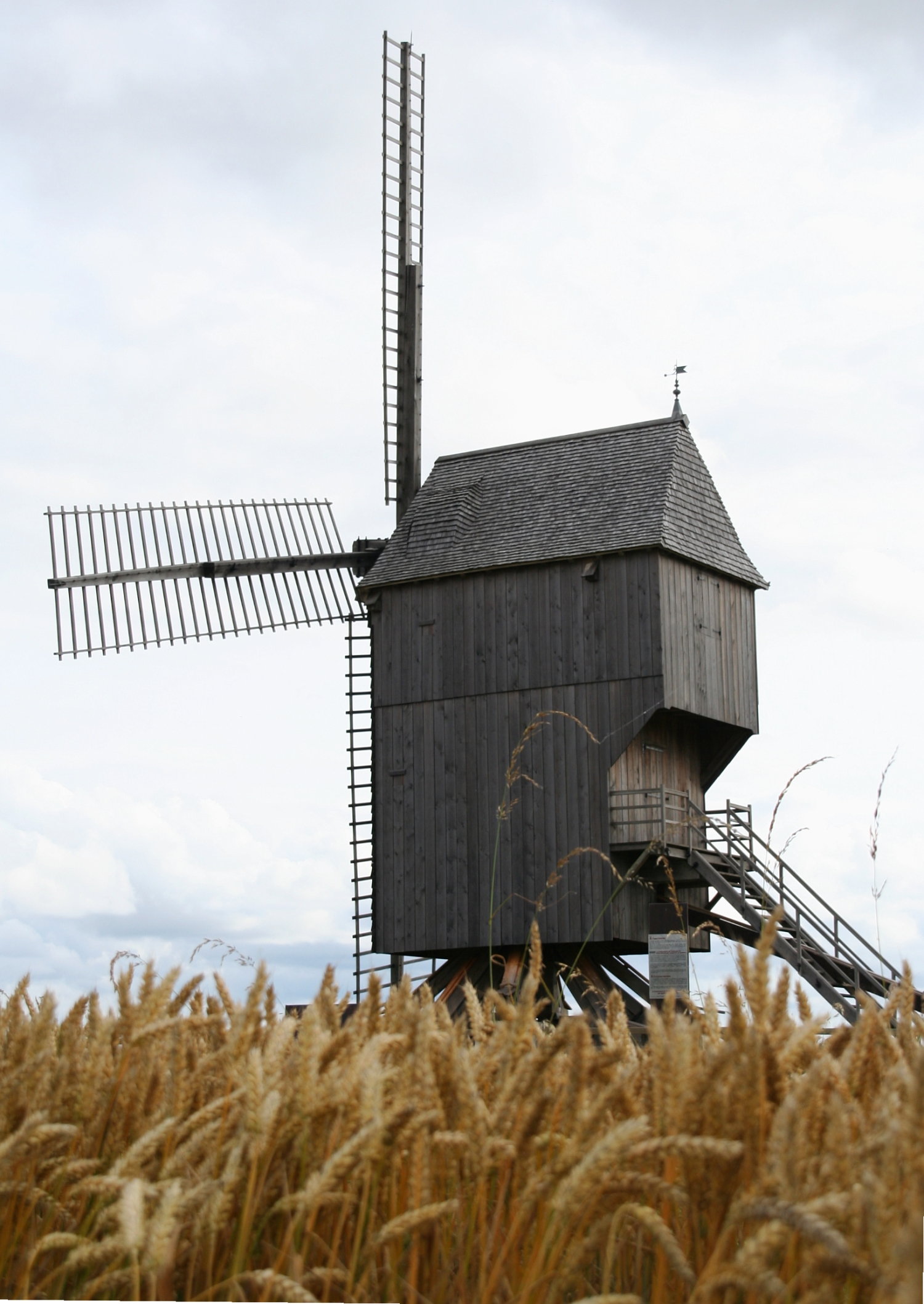
Moulin de Valmy

Deux épisodes sont tout de même à noter. Du 20 au 25 juin 1791, le roi Louis XVI et sa famille tentent de gagner l’étranger mais sont reconnus à Sainte-Menehould par le maître de poste Jean-Baptiste Drouet et leur fuite s’arrêtera à Varennes (ville de la Meuse). C'est dans la Marne que germe l'idée de décapiter la famille royale. C’est aussi dans la Marne, à Valmy que le 20 septembre 1792 les généraux Dumouriez et Kellermann battent les armées prussiennes ce qui assoit le pouvoir révolutionnaire et redonne confiance à l’armée.

## LeXIXesiècle
L'empereur Napoléon Bonaparte avait été élève à l’École militaire de Brienne-le-Château, dans l’Aube. Il livra ses dernières batailles contre Russes, Autrichiens et Prussiens sur le sol champenois en 1814. Un an plus tard, après la défaite finale de Waterloo, les armées alliées retraversèrent une nouvelle fois la région pour soutenir la Restauration.

Puis la Révolution industrielle y introduisit le progrès.

Les domaines dans lesquels la mécanisation est la plus importante est le textile, métallurgie (Haute-Marne et Ardennes) et aussi celle de l’industrie du vin de Champagne. De plus, de grandes voies de communication se créent : voies ferrées comme Paris-Charleville, Lille-Strasbourg, Paris-Metz et Paris-Bâle et canaux qui rendent accessibles de nouvelles zones comme le Canal des Ardennes ou le Canal de la Marne au Rhin.

L’économie est en plein essor et la période de stabilité dure jusqu'à la fin du Second Empire. Elle se concentre autour des filières du tissages et de la chaudronnerie. De nouvelles méthodes de culture et de valorisation sont introduites, la Champagne pouilleuse passant de pâturages de moutons à la sylviculture et la viticulture. 

C'est sous le Second empire que sera installé le grand camp militaire de Châlons, actuellement de Mourmelon. 
La guerre de 1870 éclate entre la Prusse et la France et les Ardennes sont le théâtre des combats. C’est à Sedan que l’armée française capitule avec Napoléon III. La République est immédiatement proclamée à Paris.

Avec la paix, la Champagne-Ardenne retrouve un certain essor. Les frontières de l’empire allemand sont maintenant proches puisque l’Alsace et le nord de la Lorraine sont allemands. Pour la maintenir une série de forts du Système Séré de Rivières défendent les frontières.

## LeXXesiècle
Le siècle commence avec des ouvertures vers la technologie et l'ouverture vers l'international. Les lignes de chemin de fer se développent avec les gares afférentes. La région est le cadre des Grandes Semaines d'Aviation de la Champagne de 1909, à 1913 avec des usines et écoles d'aviation à Reims, au Camp de Châlons et dans les Ardennes. Mais aussi un siècle qui débute avec les Crues dans la Marne en 1910. En termes de viticulture, l'évolution du Champagne (AOC) à la suite des révoltes des vignerons de la Champagne en 1911 et 1907.

### Les guerres mondiales
Le 9 septembre 1914 avec le début de la Première Guerre mondiale, commence la bataille de la Marne qui est une « boucherie » où les conditions de vie dans les tranchées sont exécrables. Et c'est la bataille de la Marne au printemps 1918 qui amène la victoire finale le 11 novembre 1918.

« Plus jamais ça » est alors à la bouche de tous les Français. On reconstruit les villes presque entièrement détruites. Reims n'est alors qu'un champ de ruines dominé par sa cathédrale dont il ne reste que les murs. L’économie se relance lentement mais, dès septembre 1939 éclate la Seconde Guerre mondiale. Le 10 mai 1940 commence la Campagne de France et les blindés allemands traversent les Ardennes qui étaient réputées infranchissables pour l’état-major français, puis la Meuse à Sedan, ensuite pour la région commence le statut de zone occupée (et même zone interdite pour les Ardennes). Après les derniers combats de l’hiver 1944 (dans les Ardennes), les armées allemandes capitulent. L'acte de reddition est signée à Reims dans la nuit du 7 au 8 mai 1945.

### L'après-guerre
Une vie normale se réorganise. Avec l’époque des Trente Glorieuses il n'y a pas de chômage et l'économie est forte.

En 1962 et 1963, arrive la période de réconciliation avec l'Allemagne sous l'impulsion du chancelier allemand Konrad Adenauer et du général de Gaulle. L'un des moments important se déroulera dans la cathédrale de Reims, lors d’une messe solennelle aux morts des deux camps.

Pour la Région Champagne-Ardenne, les activités économiques ne sont plus porteuses. La crise détruit l'industrie textile de Reims, suivi par celles de Troyes ou Sedan, tout comme la métallurgie ardennaise.
Mais aujourd'hui, la région mise sur la diversité des activités. Les grands axes autoroutiers qui traversent la région du nord au sud et d’ouest en est font de la Champagne-Ardenne un endroit très accessible pour les entreprises comme pour le tourisme et le TGV-Est est pour 2007, avec une gare à Reims Champagne-Ardenne et une branche vers Charleville-Mézières.